# Institut George Eliava
L'« Institut George Eliava du bactériophage, de microbiologie et de virologie », est un centre  géorgien de traitement médical et de recherche situé à Tbilissi et spécialisé dans le domaine de la phagothérapie.

## Histoire
L'institut a joué un rôle actif depuis les années 1930 dans la lutte contre les infections microbiennes. Il est fondé en 1923 par le microbiologiste George Eliava (en). Il accueille Félix d'Hérelle entre 1934 et 1936[réf. souhaitée]. Son fondateur, le professeur George Eliava, s’intéresse aux bactériophages en 1919-1921, lorsqu'il rencontre le biologiste français Félix d'Hérelle lors d'une visite à l'Institut Pasteur à Paris. Enthousiasmé par le potentiel des phages dans la guérison des maladies bactériennes , il invite d'Herelle à visiter son laboratoire en Géorgie.
D'Herelle  rejoint Tiflis (actuellement appelée Tbilissi) en Géorgie en novembre 1933 pour y rester quelques mois jusqu'en avril 1934 puis revient à Tiflis en octobre et y travaille avec Eliava au sein de l'Institut Bactériologique du Commissariat de la Santé du Peuple. Il y rédige son ouvrage Le phénomène de la guérison des maladies infectieuses, publié chez Masson & Cie.